# Павлове (станція)
Па́влове — вантажна проміжна залізнична станція Ужгородської дирекції Львівської залізниці.
Розташована у селі Палло, Ужгородський район Закарпатської області на лінії 263 км — Павлове між станціями Ужгород II (11 км) та Матьовце (3 км). На станції здійснюється залізничний прикордонний контроль зі Словаччиною, пункт контролю Павлове — Матьовце.
Станом на серпень 2019 року пасажирське сполучення відсутнє.